# D-U-N-S
D-U-N-S ist die Abkürzung für Data Universal Numbering System, ein Zahlensystem zur eindeutigen Identifikation von Unternehmen, Unternehmensbereichen und Selbständigen. 1962 von Dun & Bradstreet (D&B) eingeführt, hat es sich inzwischen als globaler Standard etabliert.
Deren Nutzungsbedingungen besagen, dass die Nummernvergabe ausschließlich auf Unternehmen im Sinne des §14 BGB beschränkt ist. Zwischenzeitlich verlangen immer mehr Unternehmen von ihren Lieferanten eine D-U-N-S, wie z. B. die Deutsche Bahn AG. Auch für die Erstellung eines Apple-Entwicklerkontos für Unternehmen wird eine solche Nummer benötigt, normale Entwicklerkonten benötigen sie aber nicht. Inzwischen fordert auch Google eine D-U-N-S Nummer, wenn ein Entwicklerkonto für eine Organisation erstellt werden soll.
Der neunstellige D-U-N-S-Zahlencode wird von Dun & Bradstreet herausgegeben und dient als Identifikationsnummer für jeden in der Datenbank von D&B gespeicherten Wirtschaftsteilnehmer. Die Zahlenkombination wird zufällig erzeugt und erhält ihre Bedeutung im Anschluss an die Ausgabe an das jeweilige Unternehmen.
Ein Unternehmen kann innerhalb derselben juristischen Person mehrere D-U-N-S-Nummern haben, z. B. um unterschiedliche Standorte zu kennzeichnen.
Die neunte Ziffer der Zahlenkombination diente bis etwa Ende 2006 als Prüfziffer, die nach dem Luhn-Algorithmus gebildet wurde, um ungültige Zahlenkombinationen ausschließen zu können. Um die steigende Nachfrage nach D-U-N-S-Nummern decken zu können, wurde seitdem auf den Einsatz dieser Ziffer als Prüfziffer verzichtet.